# 张志刚 (1976年)
张志刚（1976年—），男，河南灵宝人，中华人民共和国政治人物，中国共产党党员，现任灵宝市人民政府市长。

## 生平
1998年7月，张志刚毕业于河南师范大学政治教育专业。毕业后即在河南省三门峡市工作，担任过渑池县人民政府党组成员，政府办党组书记兼主任、中共卢氏县委常委，统战部部长兼县委办公室主任、湖滨区委常委兼区人民政府副区长、三门峡市机关事务管理局局长兼党组书记、三门峡市工业和信息化局局长兼党组书记等职。
2021年2月，张志刚进入灵宝市政坛，同年3月接替何军当选为灵宝市委副书记，市政府党组书记兼市长。